# (72516) 2001 DC81
(72516) 2001 DC81 – planetoida z pasa głównego asteroid okrążająca Słońce w ciągu 4,56 lat w średniej odległości 2,75 j.a. Odkryta 26 lutego 2001 roku.